# Russell Alexander Alger

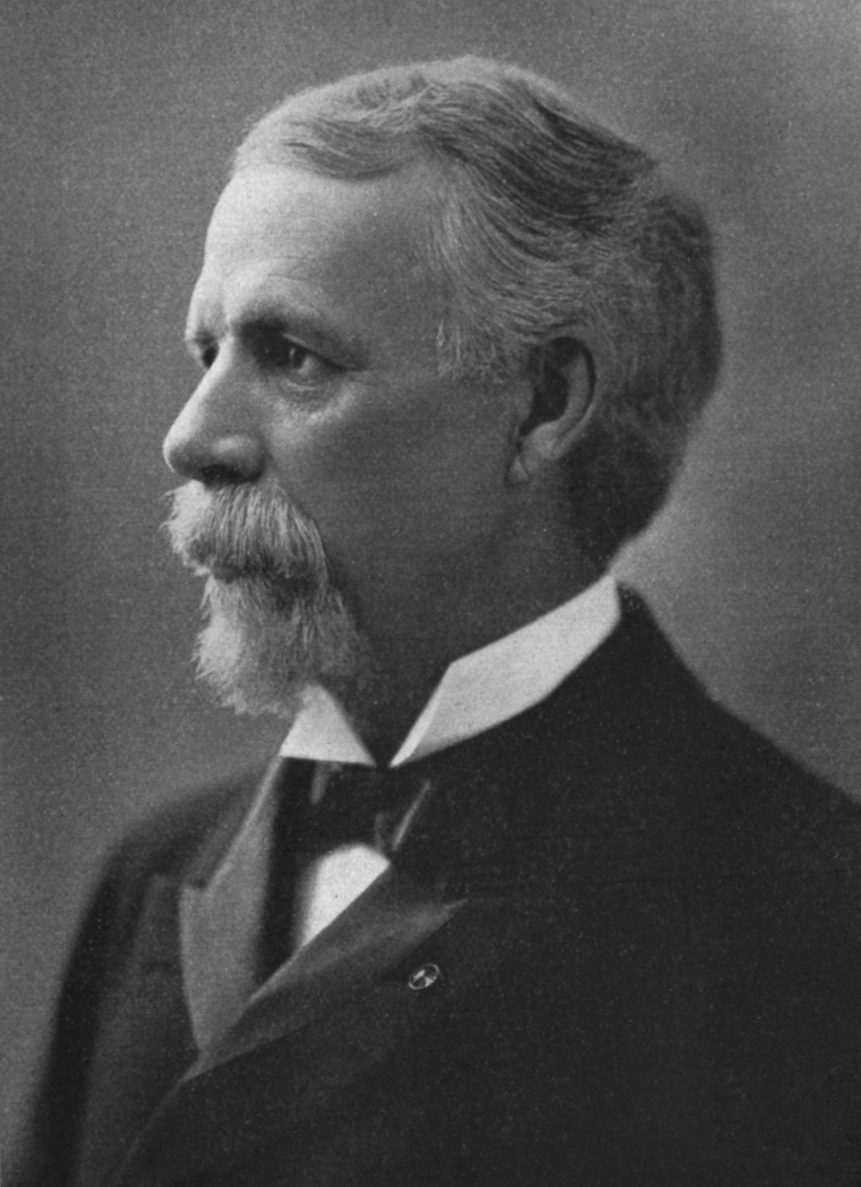
Russell Alexander Alger, 1898

Russell Alexander Alger (* 27. Februar 1836 in Lafayette Township, Medina County, Ohio; † 24. Januar 1907 in Washington, D.C.) war ein US-amerikanischer Politiker. Er war Gouverneur und US-Senator des Staates Michigan, aber auch Kriegsminister unter William McKinley. Er war angeblich ein entfernter Verwandter von Horatio Alger, obgleich Russell Alger seine eigene Erfolgsgeschichte (vom Tellerwäscher zum Millionär) lebte.

## Frühes Leben und Werdegang

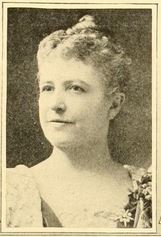
Annette Huldana Squire Henry

Alger wurde mit 12 Jahren Waise und arbeitete selbst mit zwei seiner Geschwister auf einer Farm. Er besuchte die Richfield Academy in Summit County, Ohio, und unterrichtete zwei Winter lang an einer Landschule. Danach studierte er Jura in Akron, Ohio, und wurde im März 1859 als Anwalt zugelassen. Zuerst praktizierte er in Cleveland und zog dann nach Grand Rapids, Michigan, wo er sich im Bauholzgeschäft engagierte. Am 2. April 1861 heiratete er Annette H. Henry aus Grand Rapids. Sie hatten sechs Kinder; Fee, Caroline, Frances, Russell jr. (einen späteren Miteigentümer und Vizepräsidenten der Packard Motor Car Company), Fred und Allan.

## Bürgerkrieg
Alger trat 1861 als einfacher Soldat in den amerikanischen Bürgerkrieg ein. Er wurde Miliz-Offizier im 2. Michigan Infanterie-Regiment im Rang eines Brevet-Captains und später -Majors. In der Schlacht von Boonesville am 11. Juli 1862 wurde er mit neunzig ausgewählten Männern von Colonel Philip Sheridan zur Rückseite des Feindes befohlen um sie anzugreifen. Die konföderierten Truppen wurden besiegt. Obgleich Alger verwundet und gefangen genommen wurde, entkam er noch am gleichen Tag. Am 16. Oktober wurde er Brevet-Lieutenant Colonel in der 6. Michigan Kavallerie. Am 28. Februar 1863 wurde er zum Brevet-Colonel befördert und der 5. Michigan Kavallerie zugeteilt. Sein erster Befehl war es, am 28. Juni Gettysburg (Pennsylvania) zu besetzen. Dadurch fand er besondere Erwähnung im Bericht des Generals George Armstrong Custer über Kavallerietaktik. Während der Verfolgung des Feindes am 8. Juli wurde er bei Boonesborough, Maryland, schwer verwundet. Er nahm an General Sheridans Valley Feldzug von 1864 in Virginia teil. Am 11. Juni 1864, bei der Schlacht bei Trevilian Station, nahm er nach einem brillanten Kavallerieangriff eine große Anzahl von konföderierten Truppen gefangen. Ein Jahr später, am 11. Juni 1865, war er besoldeter Brigadiergeneral und Major General der Freiwilligen. Seit 1812 gab es vier verschiedene Arten von Rängen. Den vollen Rang verliehen nur die United States Army und das Freiwilligenheer (United States Volunteers). Brevet-Ränge sind Titularränge ohne entsprechendes Kommando und Besoldung. Sie dienten u. a. dazu, regulären Offizieren, die oft kleine Abteilungen führten, den Oberbefehl über weitaus größere Freiwilligenverbände zu sichern, welchen oft formal ranghöhere, aber unzureichend ausgebildete Offiziere vorstanden.
Nach dem Krieg ließ sich Alger in Detroit als Oberhaupt von Alger, Smith & Company und von Manistique Lumbering Company nieder.

## Gouverneur von Michigan
Im Jahr 1884 wurde Alger als Kandidat der republikanischen Partei zum 20. Gouverneur von Michigan gewählt. Seine zweijährige Amtszeit begann am 1. Januar 1885 und endete, nachdem er nicht zur Wiederwahl angetreten war, am 31. Dezember 1886. In dieser Zeit wurde in Grand Rapids ein Heim für Kriegsveteranen gebaut. Außerdem wurde in Michigan ein Begnadigungsausschuss eingerichtet. Darüber hinaus entstanden zwei neue Bezirke. 

## Zwischenzeit
Auch nach dem Ende seiner Gouverneurszeit blieb Alger politisch aktiv. Bei den Präsidentschaftswahlen des Jahres 1888 war er einer der republikanischen Wahlmänner, die für Präsident Benjamin Harrison stimmten. Alger war auch im Veteranenverband der Unionsarmee (GAR) tätig und wurde Vorsitzender dieser Organisation.

## Bundespolitik
Alger wurde am 5. März 1897 Kriegsminister im Kabinett von Präsident William McKinley. Als Minister empfahl er, die Besoldung für Armeeangehörige in ausländischen Botschaften und anderen Gesandtschaften zu erhöhen. Er empfahl dem Kongress, einen zweiten Vizekriegsminister zu genehmigen und die Entsendung von Polizeitruppen nach Kuba, Puerto Rico und auf die Philippinen. Alger trat auf Bitte von Präsident McKinley am 1. August 1899 zurück, nachdem er für die unzulängliche Vorbereitung und wirkungslosen Abläufe im Ministerium während des Spanisch-Amerikanischen Kriegs verantwortlich gemacht wurde. Insbesondere wurde ihm die Ernennung von William R. Shafter als Führer der kubanischen Expedition angelastet. 
Am 17. September 1902 wurde Alger durch Michigans Gouverneur Aaron T. Bliss zum US-Senator ernannt, um die Stelle des verstorbenen Amtsinhabers James McMillan einzunehmen. Im Januar 1903 bestätigte ihn das Parlament des Staates Michigan im Amt. Alger behielt dieses Mandat bis zu seinem Tod im Jahr 1907. Im Senat war er Vorsitzender des Ausschusses für die Küstenverteidigung und des Ausschusses für die pazifische Eisenbahn (beide im 59. US-Kongress). 
Russell Alger wurde auf dem Elmwood Cemetery in Detroit, Michigan, bestattet.

## Vermächtnis

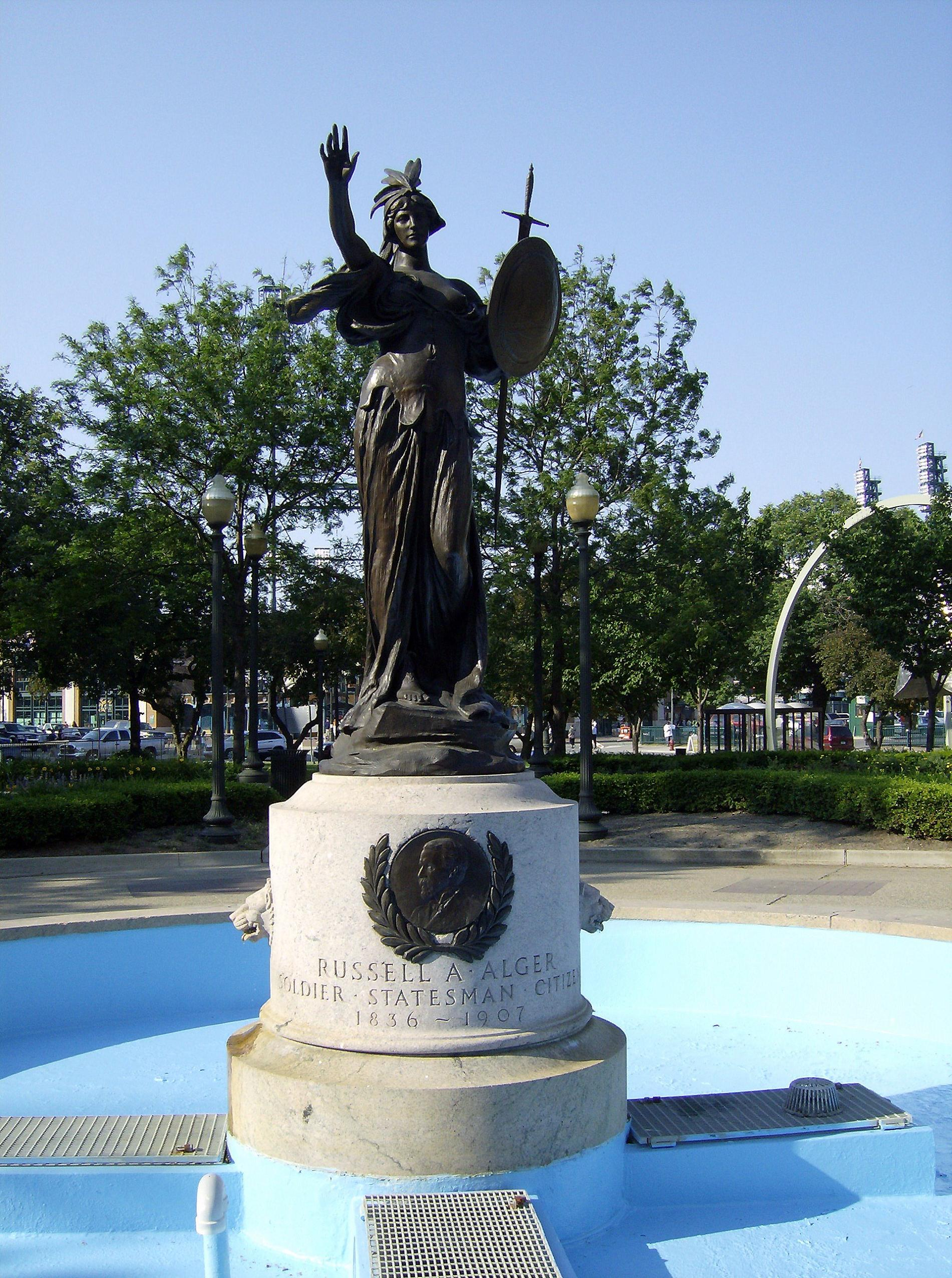
Das Russell Alexander Alger Memorial Fountain im Grand Circus Park, Detroit, von Daniel Chester French

Das Alger County in Michigan ist nach ihm benannt worden. Ein Denkmal des Detroiter Bildhauers Carlo Romanelli, bestehend aus seiner Bronzebüste auf einem Steinsockel, wurde auf der Anlage der William G. Mather High School in Munising, Michigan aufgestellt. Es wurde durch Mittel von Algers Erben und des Bildungsausschusses der Munising Township School im Juni 1909 finanziert. Ein Erinnerungsbrunnen, den der Bildhauer Daniel Chester French und der Architekt Henry Bacon geschaffen hatten, wurde 1921 in Detroit eingeweiht.
1942 wurde ein U.S. Liberty Ship namens SS Russell A. Alger geplant, jedoch wurde der Auftrag vor Baubeginn annulliert.
Alger war auch für seine ausgeprägten ausländerfeindlichen und gegen Immigranten gerichteten Ansichten bekannt. Er fürchtete den Zufluss der chinesischen Heiden nach Michigan sowie den Einfluss der Mormonen und anderer Religionsgemeinschaften. Alger sah die Immigration auch als die größte wirtschaftliche Schwäche Michigans.